# Vila Real de Santo António
Pour les articles homonymes, voir Villarreal.
Vila Real de Santo António est une municipalité (en portugais : concelho ou município) du Portugal, située dans le district de Faro et la région de l'Algarve.

## Géographie
Vila Real de Santo António, qui présente la particularité d'avoir un territoire scindé en deux parties sans continuité territoriale, est limitrophe :
- pour la partie orientale, qui comprend la paroisse de Monte Gordo :
  - à l'est, de l'Espagne, dont elle est séparée par le cours du fleuve Guadiana,
  - au sud, de l'océan Atlantique,
  - au nord et à l'ouest, de Castro Marim ;
- pour la partie occidentale, qui comprend les paroisses de Vila Nova de Cacela et Vila Real de Santo António :
  - au nord et à l'est, de Castro Marim,
  - au sud, de l'océan Atlantique,
  - à l'ouest, de Tavira.

## Économie
Vila Real de Santo Antonio était l'un des plus importants ports de pêche et de commerce de l'Algarve, et un grand centre de conserverie de poisson. La flotte de pêche est, aujourd'hui, réduite à quelques petits bateaux et les conserveries, avec tout le savoir-faire, entièrement disparues. On y fabrique également des bateaux de plaisance destinés à l'exportation.

## Subdivisions
La municipalité de Vila Real de Santo António groupe 3 paroisses (en portugais : freguesias) :
- Monte Gordo
- Vila Nova de Cacela
- Vila Real de Santo António

## Démographie
| 1801  | 1849  | 1900  | 1930   | 1960   |
| ----- | ----- | ----- | ------ | ------ |
| 2 112 | 3 953 | 9 817 | 12 313 | 14 999 |

| 1981   | 1991   | 2001   | 2004   | 2011   |
| ------ | ------ | ------ | ------ | ------ |
| 16 347 | 14 400 | 17 956 | 18 158 | 19 156 |

| 2021   | - | - | - | - |
| ------ | - | - | - | - |
| 18 825 | - | - | - | - |

## Personnalités liées
- Ana Drago, sociologue et femme politique portugaise y est née en 1955

## Jumelages
| Ville | Ville           | Pays | Pays     |
| ----- | --------------- | ---- | -------- |
|       | Ayamonte        |      | Espagne  |
|       | Fundão          |      | Portugal |
|       | Marinha Grande  |      | Portugal |
|       | Montemor-o-Novo |      | Portugal |
|       | Tarrafal        |      | Cap-Vert |